# Pismo klinowe

Mapa ważniejszych stanowisk archeologicznych na których znaleziono archiwa z tekstami zapisanymi pismem klinowym

Pismo klinowe – jedna z najstarszych na świecie odmian pisma, powstała na Bliskim Wschodzie, stworzona najprawdopodobniej przez Sumerów ok. 3500 lat p.n.e. Nazwa pochodzi od kształtu znaków odciskanych na glinianych tabliczkach za pomocą kawałka trzciny.  
Pierwotnie było złożone z przedstawień rysunkowych, które wyobrażały przedmioty albo jeden charakterystyczny ich element, a przy bardziej abstrakcyjnych pojęciach – kompozycje symboliczne. Na początku system był całkowicie ideograficzny (obrazkowy). Każdy znak miał znaczenie podstawowe, do którego dochodziły znaczenia poboczne.
Jego powstanie w IV tysiącleciu p.n.e. związane było z potrzebami administracyjnymi i gospodarczymi rozwijającej się cywilizacji. Do największego rozkwitu doszło w XIV–XIII w. p.n.e. z uwagi na wagę języka akadyjskiego na Bliskim Wschodzie, do którego zapisywania było używane. Pismo klinowe było w użyciu na Bliskim Wschodzie aż do okresu panowania  hellenistycznej dynastii Seleucydów w II w. p.n.e.

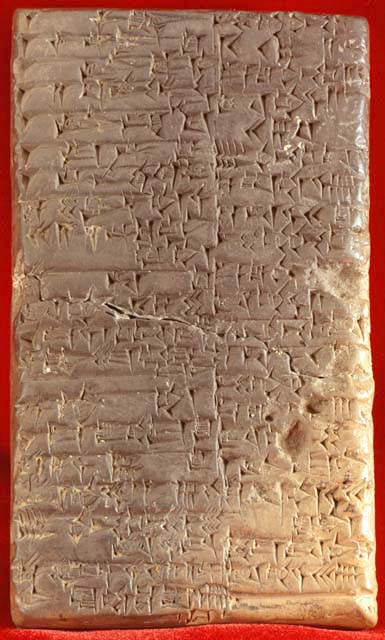
Tabliczka zapisana pismem klinowym z kolekcji Kirkora Minassiana w Bibliotece Kongresu

## Rozwój pisma

Ewolucja znaku „głowa”: 1 – 3000 p.n.e., 2 – 2800 p.n.e., 3,4 – 2600 p.n.e., 5 – koniec 3 tysiąclecia p.n.e., 6 – staroasyryjski i hetycki na początku 2 tysiąclecia p.n.e., 7 – asyryjski na początku 1 tysiąclecia p.n.e.

Wynalezienie pisma klinowego nastąpiło w IV tysiącleciu p.n.e. Przez szereg lat wynalazek ten przypisywano Sumerom, chociaż w ostatnich latach pogląd ten został podważony z uwagi na znaleziska najstarszych zabytków pisma nie tylko w sumeryjskim Uruk – konkretnie w warstwie Uruk IV–III (datowanej na lata 3300–2900 p.n.e.), ale także w Niniwie, na terenach Syrii, zachodniego Iranu, aż po wschodni Iran (niedaleko obecnego Afganistanu). Odkrycia te nie wykluczają roli Sumerów w powstaniu pisma, jednakże wskazują również na inne ośrodki, gdzie mogło ono powstać.
Najstarsze formy Sumeru i Elamu zawierały ciągi kropek, oznaczające poszczególne zwierzęta w stadzie właściciela. Około 3300 roku p.n.e. do kropek dołączano, obok odcisku pieczęci cylindrycznej właściciela, krótki opis jego włości. W tym samym czasie pojawiły się pierwsze liczby opisane za pomocą symboli. Najpierw notowano więc przedmioty policzalne, a do określenia rodzaju towaru używano ideogramów – obrazków. Te z czasem schematyzowano, a przez powtarzalność użycia propagowano w zastosowaniach gospodarczych. Ujednorodnienie symbolu podstawowego, klina, stało się przyczynkiem do pisma symbolicznego.
Początkowo pismo miało charakter obrazkowy, czyli piktograficzny, a to wyklucza rozpoznanie języka, w jakim były wyrażane treści, stąd też nie może ono pomóc w identyfikacji ludu, który je tworzył. Stopniowo piktogramy przekształciły się w system pisma wyrazowo-sylabowego, czyli ideograficzno-zgłoskowego. Na etapie pisma ideograficznego znaków było bardzo dużo – ok. 2 tysięcy. Z czasem jednak coraz bardziej upraszczano formę zapisu, rezygnując z wielu szczegółów graficznych, zastępując obrazki kreskami w układzie pionowym i poziomym, w efekcie czego pismo przekształciło się w system zapisu kreskowego, a liczba znaków uległa redukcji do ok. 500. Wraz ze stopniowym upraszczaniem się formy zapisu rósł stopień komplikacji samego pisma, jeśli chodzi o jego odczytywanie, a tym samym i zapisywanie. Było to wynikiem stopniowej ewolucji pisma, której następnym etapem było pismo sylabowe. Jego pierwsze przykłady znajdują się w tekstach z Ur z ok. 2800 r. p.n.e. – zawierają one elementy fonetyczne i gramatyczne, a tym samym na ich podstawie można zidentyfikować już język w jakim są stworzone – językiem tym jest sumeryjski. Stąd sugestia, że właśnie ten lud był twórcą pisma. Mniej więcej do końca okresu wczesnodynastycznego II–III (2900–2334 p.n.e.) pismo nie ulegało zasadniczym przemianom, ale już pod koniec tego okresu nastąpiła ważna zmiana w kierunku pisania tekstów. Wraz z dojściem do władzy Sargona z Akadu (2334–2279 p.n.e.) Akadowie przyjęli system pisma sumeryjskiego, ale przystosowali je do używanego przez nich języka semickiego. Do ideogramów sumeryjskich dodali własne znaki fonetyczne, a zwłaszcza sylaby dopełniające, czyli określające wymowę. Przez te innowacje pismo nabrało charakteru rebusowego. Pozbawione znaków rozdzielających, ze stosunkowo dużą liczbą znaków polifonicznych i homofonicznych było stosunkowo trudne w interpretacji. Dzieliło się na trzy rodzaje znaków: wyrazowe (ideogramy), zgłoskowe (sylaby) i determinatywy. Ogólnie biorąc pismo miało charakter wyrazowo-sylabowy, a to z kolei było istotnym krokiem w rozwoju pisma na drodze do jego ściśle sylabowej formy. Z kolei na terenach Syrii pismo klinowe zostało przystosowane do języka eblaickiego (co poświadczają tabliczki z Ebli), gdzie podobnie jak w przypadku języka akadyjskiego również dodano szereg nowych znaków, odzwierciedlających język eblaicki. Nie były to jedyne odmiany językowe pisma klinowego, które w toku dziejów dostosowywane było do różnych języków, takich jak np. staroperskiego i ugaryckiego.
W okresie panowania III dynastii z Ur (2112–2004) nastąpił tzw. renesans sumeryjski. Język sumeryjski znowu stał się powszechny w użyciu, jednakże po tym okresie znowu ustąpił językowi akadyjskiemu, w którym były tworzone teksty klinowe do czasu podbojów Aleksandra Wielkiego (IV w. p.n.e.). Do największego znaczenia pismo klinowe doszło w okresie XIV–XIII w. p.n.e., kiedy to język akadyjski doszedł do największego znaczenia międzynarodowego, będąc językiem dyplomatycznym na całym Bliskim Wschodzie, a archiwa tabliczek znaleziono również w Egipcie.
Od czasów podbojów przez Aleksandra Wielkiego używanie pisma klinowego było coraz bardziej sporadyczne, aż stopniowo zanikło. Związane to było z rozpowszechnieniem się na Bliskim Wschodzie pisma aramejskiego. Ostatni znany przykład użycia tego pisma jest datowany na 75 r. n.e. – jest to tekst astronomiczny.

## Materiały i technika pisarska

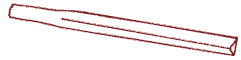
Kalam w kształcie klina

Na miękkiej glinie kalamem ze ściętej łodygi trzciny, mającej przekrój trójkątny, po dokonaniu zapisu pozostawał ślad w postaci klina i to o różnym wyglądzie w zależności od sposobu nachylenia i siły nacisku rylca przez pisarza. Determinantami były materiał – glina oraz rysik o trójkątnym przekroju.
Rysik leżał na dłoni, zwróconej otwartą stroną do góry, przytrzymywany kciukiem, w drugiej ręce trzymana była tabliczka. Rylce, choć rzadziej, wykonywane były także z innych materiałów (kość słoniowa, metal). Na przestrzeni dziejów pisma klinowego w różnych okresach stosowano różne techniki przycinania rylców i kształtowania ich końcówek, co może być jednym z kryteriów rozpoznawania okresu, z jakiego pochodzi dany tekst. Kierunek pisma początkowo był od prawej do lewej strony, jednakże w II poł. III tys. p.n.e. uległ on zmianie. Przyczyna tej zmiany nie jest do końca jasna. Dawniej badacze wysuwali tezy, że wiązało się to z faktem zamazywania tekstu podczas zapisu z prawej na lewą stronę. Ostatnio jednak przeważają inne argumenty. A. Falkenstein uważał, że pewne rysunki mogą być właściwie przedstawiane i oglądane tylko wtedy, gdy tekst jest czytany z prawej na lewą stronę. Pomimo wagi tego argumentu i tak kwestia związana ze zmianą kierunku pisania u schyłku okresu wczesnodynastycznego II–III pozostaje niejasna.
Podstawowym materiałem, na którym dokonywano zapisów w piśmie klinowym, była glina, której w Mezopotamii było pod dostatkiem. Nie był to jedyny nośnik. Teksty takie można zauważyć ryte w kamieniu, kości słoniowej i metalu. Te ostatnie jednak były dużo rzadsze. Zapisane tabliczki mogły być i były często używane powtórnie do zapisu – po prostu na nowo ugniatano i formowano tabliczkę i na nowo ją zapisywano. W przypadku, gdy chciano, aby zapis był bardziej trwały i miał służyć dłużej, tabliczki gliniane wypalano. Tych jednak było mniej. Do naszych czasów w większości dochowały się tabliczki wypalone, ale nie celowo, tylko w toku pożarów archiwów i bibliotek (Biblioteka Aszurbanipala w Niniwie), podczas dość częstych wojen, jakie toczyły się w Mezopotamii.
Kształty tabliczek również bywały różne, ale najczęściej były one kwadratowe lub prostokątne. W zastosowaniach praktycznych w geodezji przybierały kształt nieruchomości gruntowej z zaznaczonymi i opisanymi działkami; w geografii – owalnych map znanych ziem, miast i zamieszkujących je ludów. Prostokątny kształt tabliczek wynikał z kształtu odcisku pieczęci cylindrycznych. Kąty proste pomagały w przechowywaniu książek w drewnianych skrzyniach we wspomnianej bibliotece niniwskiej, utrudniały ukruszanie w przypadkowych miejscach nietrwałego z natury materiału. Tabliczki wysyłane jako listy były pakowane w gliniane „koperty”, na których można było nanieść np. pieczęcie własnościowe.
Szkoły pisarzy (tabliczek) w czasach Assurbanipala posługiwały się słownikami i podręcznikami. Obok języka akadyjskiego uczono w nich również martwego już sumeryjskiego, który był niezbędny do zrozumienia wcześniejszych pism.

## Historia odczytania pisma klinowego
Kwestia inskrypcji zapisanych systemem pisma klinowego przedstawia się rozmaicie. Nie można było robić żadnych założeń co do natury języka. Jeśli pojawiały się teksty dwujęzyczne, to obie wersje były redagowane w różnych systemach pisma klinowego (w odróżnieniu np. od pisma staroegipskiego – Kamień z Rosetty), toteż obie wydawały się nie do odczytania. Rąbka tajemnicy uchylił jako pierwszy Georg Friedrich Grotefend w 1802 roku. W inskrypcjach z Persepolis (pochodzących z epoki Achemenidów) spostrzegł często powtarzające się słowo, które – sądząc z oficjalnego charakteru pism – oznaczało „król”. Po nim regularnie następowały dwie grupy znaków, które mogły odpowiadać imionom. Udało mu się odczytać imiona Dariusza i Kserksesa I. Istniała jeszcze jedna trudność – jak dopasować dźwięki do znaków pisma klinowego. Z tego powodu sięgnął do języka Awesty. Było to jednak posunięcie błędne, gdyż awestyjski nie był identyczny z perskim. Inni uczeni (Rasmus Rask, Eugène Burnouf i Christian Lassen) ponownie zbadali pismo, poprawili nieprawidłowe wartości znaków przypisane przez Grotefenda i odczytali je na nowo. W roku 1847 cały „alfabet” perski był znany. Kiedy pismo klinowe ujawniło swoje sekrety, odcyfrowanie innych zapisanych nim języków nie stanowiło problemu.
Charakterystycznymi cechami pisma klinowego były zjawiska:
- słowo nigdy nie było dzielone i przenoszone do następnej linijki (Grotefend 1814)
- liczba różnych znaków w sposób oczywisty uzmysłowiła, że nie jest to pismo alfabetyczne lecz sylabiczne, jak nazwał je Grotefend
- niektóre znaki pisano fonetycznie albo ideograficznie, co oznacza, że ten sam znak mógł równie dobrze wyrażać dźwięk odpowiadający sylabie, jak i pojęcie wyrażone słowem (Hincks 1850)

## Wybrana literatura
- A. Mierzejewski, Tajemnice glinianych tabliczek, Warszawa 1981; ISBN 83-207-0306-9
- A. Mierzejewski, Sztuka starożytnego wschodu, t. I, Warszawa 1981; ISBN 83-221-0072-8
- C.B.F. Walker, Pismo klinowe, Warszawa 1998; ISBN 83-86822-91-0
- L. Lipin, A. Biełow Gliniane księgi, tł. J. Brodzki, WP Warszawa 1956.
- P. Garelli, Asyriologia. Odkrywanie Wschodu Starożytnego, tłum. M. Korotaj, Warszawa 1998 ISBN 83-87111-03-1